# Pałac w Miletínie
Pałac w Miletínie (cz. Zámek v Miletíně) – barokowy pałac zlokalizowany w Miletínie, w Czechach (kraj hradecki).

## Historia
Przed 1124, w miejscu obecnego zamku, istniało grodzisko. Obecny pałac zbudowano z inicjatywy hrabiego Jerzego Fryderyka z Oppersdorfu. Budowa rozpoczęła się w 1693, ale już w 1699 strawił go pożar. W 1703 obiekt odbudowano. W latach 1766–1780, za panowania Josefa Jana Sosnovca, został on odnowiony i mocno przebudowany. Podczas wielkiego pożaru miasta w 1846 pałac spalił się prawie do fundamentów, co wymusiło jego całkowitą odbudowę w 1847, w stylu empire. W 1882 budynek został zakupiony przez Alexandra von Schönburg-Hartensteina, który ponownie odnowił pałac, a w jego bezpośredniej bliskości urządził park. Kolejnym właścicielem (od 1915) był wydawca Jan Alfons Šimáček. Jego rodzina miała obiekt w swoich rękach do 1946. Po 1948 użytkowano pałac jako dom dla dzieci rodziców pracujących poza granicami Czechosłowacji. Potem urządzono tu ośrodek szkoleniowy służb celnych.
Współcześnie pałac jest własnością potomków dawnych posiadaczy i mieści m.in. Muzeum Czeskiego Teatru Amatorskiego (cz. Muzeum českého amatérského divadla), gromadzące m.in. kurtyny, stroje teatralne, makiety scen z różnych inscenizacji i inne pamiątki związane z teatrem amatorskim.